# None but the Lonely Heart
None but the Lonely Heart (bra Apenas um Coração Solitário) é um filme estadunidense de 1944, do gênero drama romântico, dirigido e escrito por Clifford Odets, com roteiro baseado no romance homônimo de Richard Llewellyn. 
O título original do filme alude à canção Net, tol'ko tot, kto znal, de Tchaikovsky, que serve de fundo musical de uma cena.[carece de fontes?]

## Sinopse
Ernie Mott é um rapaz inglês que perdeu o pai na I Guerra Mundial e resolve perambular pelo país, fazendo pequenos trabalhos como afinar pianos e consertar relógios. Depois de uma ausência de três meses ele retorna ao lar, onde reencontra a mão idosa que é proprietária de uma loja de comércio de coisas usadas. A mulher discute com o filho sobre o comportamento irresponsável dele, que em seguida decide ir embora em definitivo. Mas, quando um amigo lhe conta que ela está gravemente doente, Ernie resolve ficar e ajudá-la com a loja. Ao mesmo tempo inicia um romance com Ada Brantline, a ex-esposa do perigoso gângster Jim Mordinoy mas a mulher quer terminar o caso quando Ernie se tornar um capanga do criminoso, para ganhar dinheiro mais rapidamente.[carece de fontes?]

## Elenco
- Cary Grant ...  Ernie Mott
- Ethel Barrymore ...  Ma Mott (creditada como Miss Ethel Barrymore)
- Barry Fitzgerald ...  Henry Twite
- June Duprez ...  Ada Brantline
- Jane Wyatt ...  Aggie Hunter
- George Coulouris...Jim Mordinoy
- Dan Duryea...Lew Tate
- Roman Bohnen...Dad Pettyjohn
- Konstantin Shayne...Ike Weber
- Marie De Becker...Madame La Vaka (não creditada)

## Principais prêmios e indicações
Oscar 1945 (EUA)  
- Venceu
  - Melhor atriz coadjuvante (Ethel Barrymore)[2]
- Indicado
  - Melhor ator (Cary Grant)[2]
  - Melhor montagem/edição[2]
  - Melhor trilha sonora[2]